# Вернер Кемпер
Вернер Валтер Кемпер (на немски: Werner Walther Kemper) е германски лекар и психоаналитик.

## Биография
Роден е на 6 август 1899 година в Хилген, Германия. Кемпер е второто дете от общо седем в семейството на селски пастор. След като се дипломира на специална сесия през 1917 г. е мобилизиран на Западния фронт. Година след войната започва да учи медицина и по-специално вътрешна медицина и акушерска хирургия.
Започва аналитичното си обучение в Берлинския психоаналитичен институт през 1928 г. с Карл Мюлер-Брауншвайг, а супервайзори в неговата практика са Феликс Боем, Ото Фенихел, Йено Харник и Ернст Симел. По-късно отваря собствена практика и се оженва за графолога и впоследствие психоаналитик Мария Кемпер. През 1934 става декан на Берлинския психоаналитичен институт, а две години по-късно член на борда на директорите на Немското психоаналитично общество.
През 1941 г. след ареста и екзекуцията на Йон Ритмайстер поради съпротива, той започва да разделя времето си между собствената си практика и поликлиниката. През 1946 г. основава Централния институт за психогенна болест заедно с Харалд Шулц-Хенке.
През 1948 г. се мести в Рио де Жанейро с помощта на Ърнест Джоунс и започва да обучава местните желаещи за психоаналитици. Там заедно с Марк Бурке и Домисио Камара основава психоаналитичен институт.
Умира на 27 септември 1975 година в Берлин на 76-годишна възраст.

## Кратка библиография
- Kemper, Werner. (1943). Der Störungen dere Liebesfähigkeit beim Weibe (Разстройства на женския капацитет за любов). Leipzig: Thieme.
- Kemper, Werner. (1955). Der Traum und seine Bedeutung (Сънища и тяхното значение). Hamburg: Rowohlt.
- Kemper, Werner. Der Patient schweigt (Тихият пациент; 1948),
- Kemper, Werner. Die Abstinenzregel in der Psychoanalyse (Правилото на абстиненцията в психоанализата; 1954 – 55)
- Kemper, Werner. Organwahl und psychosomatische Medizin (Органен избор и психосоматична медицина; 1954)